# 156-й гвардейский истребительный авиационный полк
156-й гвардейский истребительный авиационный Львовский Краснознамённый ордена Богдана Хмельницкого полк (156-й гв. иап) — воинская часть Военно-Воздушных сил (ВВС) Вооружённых Сил РККА, принимавшая участие в боевых действиях Великой Отечественной войны.

## Наименования полка
- 247-й истребительный авиационный полк;
- 156-й гвардейский истребительный авиационный полк;
- 156-й гвардейский Львовский истребительный авиационный полк;
- 156-й гвардейский Львовский ордена Богдана Хмельницкого истребительный авиационный полк;
- 156-й гвардейский Львовский Краснознамённый ордена Богдана Хмельницкого истребительный авиационный полк;
- Войсковая часть (Полевая почта) 49617.

## Создание полка
156-й гвардейский истребительный авиационный полк образован 5 февраля 1944 года путём преобразования из 247-го истребительного авиационного полка в гвардейский за образцовое выполнение боевых задач и проявленные при этом мужество и героизм на основании Приказа НКО СССР.

## Расформирование полка
156-й гвардейский истребительный авиационный Львовский Краснознамённый ордена Богдана Хмельницкого полк 9 марта 1947 года расформирован в составе 12-й гвардейской истребительной авиационной дивизии 2-й воздушной армии Центральной группы войск.

## В действующей армии
В составе действующей армии:
- с 5 февраля 1944 по 11 мая 1945 года

## Командиры полка
- майор Федосеев Михаил Андреевич (погиб)[6], 05.1941 — 22.03.1942
- майор, подполковник Кутихин Яков Назарович[6], 03.1942 — 18.02.1945
- майор Карнач Степан Андреевич[6], 18.02.1945 — 08.1945

## В составе соединений и объединений
| Период        | Фронт (округ)            | армия               | корпус                                       | дивизия                                             | примечание          |
| ------------- | ------------------------ | ------------------- | -------------------------------------------- | --------------------------------------------------- | ------------------- |
| 20.10.1943 г. | 2-й Украинский фронт     | 5-я воздушная армия | 1-й штурмовой авиационный корпус             | 203-я истребительная авиационная дивизия            | Як-1                |
| 05.02.1944 г. | 2-й Украинский фронт     | 5-я воздушная армия | 1-й гвардейский штурмовой авиационный корпус | 12-я гвардейская истребительная авиационная дивизия | Як-1, Як-7Б, Як-9   |
| 08.07.1944 г. | 1-й Украинский фронт     | 2-я воздушная армия | 1-й гвардейский штурмовой авиационный корпус | 12-я гвардейская истребительная авиационная дивизия | Як-1, Як-7Б, Як-9   |
| 11.05.1945 г. | 1-й Украинский фронт     | 2-я воздушная армия | 1-й гвардейский штурмовой авиационный корпус | 12-я гвардейская истребительная авиационная дивизия | Як-1, Як-7Б, Як-9   |
| 10.06.1945 г. | Центральная группа войск | 2-я воздушная армия | 1-й гвардейский штурмовой авиационный корпус | 12-я гвардейская истребительная авиационная дивизия | Як-1, Як-7Б, Як-9   |
| 24.08.1945 г. | Центральная группа войск | 2-я воздушная армия | 5-й истребительный авиационный корпус        | 12-я гвардейская истребительная авиационная дивизия | Як-1, Як-7Б, Як-9   |
| 09.03.1947 г. | Центральная группа войск | 2-я воздушная армия | 5-й истребительный авиационный корпус        | 12-я гвардейская истребительная авиационная дивизия | расформирован; Як-3 |

## Участие в сражениях и битвах
- Корсунь-Шевченковская операция — с 5 февраля 1944 года по 17 февраля 1944 года.
- Уманско-Ботошанская операция — с 5 марта 1944 года по 17 апреля 1944 года.
- Львовско-Сандомирская операция — с 13 июля 1944 года по 29 августа 1944 года.
- Карпатско-Дуклинская операция — с 8 сентября 1944 года по 28 октября 1944 года.
- Сандомирско-Силезская операция — с 12 января 1945 года по 3 февраля 1945 года.
- Нижне-Силезская наступательная операция — с 8 февраля 1945 года по 24 февраля 1945 года
- Верхне-Силезская наступательная операция — с 15 марта 1945 года по 31 марта 1945 года
- Берлинская наступательная операция — с 16 апреля 1945 года по 8 мая 1945 года
- Пражская операция — с 6 мая 1945 года по 11 мая 1945 года

## Почётные наименования
156-му гвардейскому истребительному авиационному полку 10 августа 1944 года за отличие в боях за овладение городом Львов приказом ВГК присвоено почётное наименование «Львовский».

## Награды
- 156-й гвардейский истребительный авиационный Львовский полк 19 февраля 1945 года за образцовое выполнение боевых заданий командования в боях с немецкими захватчиками за овладение городами Глейвиц, Хжанув и проявленные при этом доблесть и мужество Указом Президиума Верховного Совета СССР[8] награждён орденом Богдана Хмельницкого II степени.
- 156-й гвардейский истребительный авиационный Львовский ордена Богдана Хмельницкого полк 26 апреля 1945 года за образцовое выполнение боевых заданий командования в боях при прорыве обороны немцев и разгроме войск противника юго-западнее Оппельна и проявленные при этом доблесть и мужество Указом Президиума Верховного Совета СССР[9] награждён орденом Красного Знамени.

## Благодарности Верховного Главнокомандования
Верховным Главнокомандующим объявлены благодарности:
- За овладение городом Сандомир и за овладение сандомирским плацдармом[10]
- За овладение городами Ченстохова, Пшедбуж и Радомско[11]
- За овладение городом Гинденбург[12]
- За овладение в Домбровском угольном районе городами Катовице, Семяновиц, Крулевска Гута (Кенигсхютте), Миколув (Николаи) и в Силезии городом Беутен[13]
- За разгром окружённой группировки противника юго-западнее Оппельна и овладении в Силезии городами Нойштадт, Козель, Штейнау, Зюльц, Краппитц, Обер-Глогау, Фалькенберг[14]

## Отличившиеся воины полка
- Базаров Иван Фёдорович, капитан, командир эскадрильи 247-го истребительного авиационного полка 203-й истребительной авиационной дивизии 1-го штурмового авиационного корпуса 5-й воздушной армии Указом Президиума Верховного Совета СССР 2 сентября 1943 года удостоен звания Герой Советского Союза. Золотая Звезда № 1074
- Буряк Николай Васильевич, старший лейтенант, командир эскадрильи 247-го истребительного авиационного полка 203-й истребительной авиационной дивизии 1-го штурмового авиационного корпуса 5-й воздушной армии Указом Президиума Верховного Совета СССР 4 февраля 1944 года удостоен звания Герой Советского Союза. Золотая Звезда № 1494
- Карнач Степан Андреевич, капитан, штурман 247-го истребительного авиационного полка 203-й истребительной авиационной дивизии 1-го штурмового авиационного корпуса 5-й воздушной армии Указом Президиума Верховного Совета СССР 4 февраля 1944 года удостоен звания Герой Советского Союза. Золотая Звезда № 1463
- Быкасов Николай Владимирович, старший лейтенант, заместитель командира эскадрильи 156-го гвардейского истребительного авиационного полка 12-й гвардейской истребительной авиационной дивизии 1-го гвардейского штурмового авиационного корпуса 2-й воздушной армии 10 апреля 1945 года Указом Президиума Верховного Совета СССР удостоен звания Герой Советского Союза. Золотая Звезда № 6083
- Безверхий Алексей Игнатьевич, старший лейтенант, командир эскадрильи 156-го гвардейского истребительного авиационного полка 12-й гвардейской истребительной авиационной дивизии 1-го гвардейского штурмового авиационного корпуса 2-й воздушной армии 27 июня 1945 года Указом Президиума Верховного Совета СССР удостоен звания Герой Советского Союза. Золотая Звезда № 4821
- Максимов Александр Ефимович, майор, командир эскадрильи 156-го гвардейского истребительного авиационного полка 12-й гвардейской истребительной авиационной дивизии 1-го гвардейского штурмового авиационного корпуса 2-й воздушной армии 10 апреля 1945 года Указом Президиума Верховного Совета СССР удостоен звания Герой Советского Союза. Золотая Звезда № 6084
- Павлов Алексей Николаевич, старший лейтенант, командир звена 156-го гвардейского истребительного авиационного полка 12-й гвардейской истребительной авиационной дивизии 1-го гвардейского штурмового авиационного корпуса 2-й воздушной армии 10 апреля 1945 года Указом Президиума Верховного Совета СССР удостоен звания Герой Советского Союза. Золотая Звезда № 6085
- Шаманский Анатолий Фёдорович, старший лейтенант, командир эскадрильи 156-го гвардейского истребительного авиационного полка 12-й гвардейской истребительной авиационной дивизии 1-го гвардейского штурмового авиационного корпуса 2-й воздушной армии 10 апреля 1945 года Указом Президиума Верховного Совета СССР удостоен звания Герой Советского Союза. Золотая Звезда № 6088
- Шокуров Александр Алексеевич, старший лейтенант, заместитель командира эскадрильи 156-го гвардейского истребительного авиационного полка 12-й гвардейской истребительной авиационной дивизии 1-го гвардейского штурмового авиационного корпуса 2-й воздушной армии 27 июня 1945 года Указом Президиума Верховного Совета СССР удостоен звания Герой Советского Союза. Золотая Звезда № 4841

## Статистика боевых действий
Всего за годы Великой Отечественной войны полком:
| Выполнено боевых вылетов | Сбито самолётов в воздухе | Уничтожено самолётов всего |
| ------------------------ | ------------------------- | -------------------------- |
| 13021                    | 371                       | 385                        |

Свои потери:
| Потеряно самолётов, всего | Погибло лётчиков всего | Погибло лётчиков в воздушных боях | Не вернулись с боевого задания | Погибло при налётах и прочие небоевые потери | Погибло в авиакатастрофах и умерло от ран |
| ------------------------- | ---------------------- | --------------------------------- | ------------------------------ | -------------------------------------------- | ----------------------------------------- |
| 131                       | 56                     | 17                                | 31                             | -                                            | 2                                         |

## Базирование полка
| Период            | Место базирования      |
| ----------------- | ---------------------- |
| 05.1945 — 07.1945 | Прага, Чехословакия    |
| 07.1945 — 06.1946 | Тапольца, Венгрия      |
| 06.1946 — 03.1947 | Секешфехервар, Венгрия |

## Самолёты на вооружении
| Период      | Самолёты |
| ----------- | -------- |
| 1941 — 1941 | И-153    |
| 1941 — 1941 | МиГ-3    |
| 1941 — 1942 | ЛаГГ-3   |
| 1941 — 1946 | Як-1     |
| 1944 — 1945 | Як-7Б    |
| 1944 — 1945 | Як-9     |
| 1946 — 1947 | Як-3     |